# سه ستاره (صورت فلکی چینی)

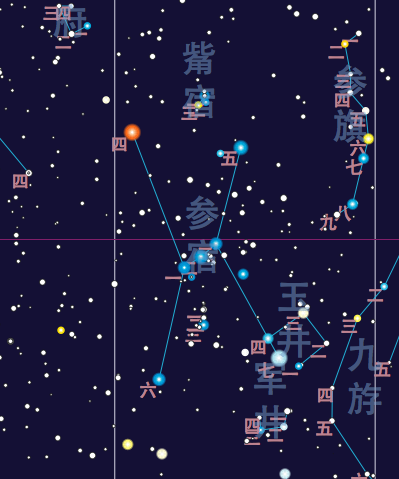
نقشهٔ Shēn Xiù

صورت فلکی سه ستاره چینی ساده‌شده: 参宿; چینی سنتی: 參宿; پین‌یین: Shēn Xiù یکی از بیست و هشت صور فلکی چینی است که از صورت‌های فلکی غربی ببر سفید است. این مجموعه از هفت ستاره درخشان در طول زمستان در نیمکره شمالی (تابستان در جنوب) قابل مشاهده است.

## ستاره‌ها
| نام انگلیسی | اسم چینی      | صورت فلکی اروپایی | تعداد ستاره‌ها |
| ----------- | ------------- | ----------------- | ------------- |
| سه ستاره    | شن            | جبار              | ۷             |
| تنبیه       | 伐 فا         | جبار              | ۳             |
| جید خوب     | 玉井 یو جینگ  | شکارچی / اریدانوس | ۴             |
| صفحهٔ نمایش  | 屏 پینگ       | لپوس              | ۲             |
| چاه نظامی   | 軍井 جون جینگ | لپوس              | ۴             |
| توالت       | 廁 Ce         | لپوس              | ۴             |
| فضولات      | 屎 شی         | کلمبا             | ۱             |